# Gdańskie Seminarium Duchowne
Gdańskie Seminarium Duchowne – katolickie seminarium duchowne z siedzibą w Gdańsku Oliwie. Położone jest na terenie dawnego klasztoru pocysterskiego na zapleczu archikatedry oliwskiej.

## Historia
Biskupie Seminarium Duchowne zostało założone 27 października 1957 przez biskupa gdańskiego Edmunda Nowickiego. 4 stycznia 1958 miało miejsce uroczyste poświęcenie seminarium przez prymasa Polski Stefana Wyszyńskiego. W 1992, przy okazji reorganizacji polskiej organizacji kościelnej i podniesieniu diecezji gdańskiej do rangi metropolii, nastąpiła zmiana nazwy z Biskupiego Seminarium Duchownego na Gdańskie Seminarium Duchowne. Po 41 latach istnienia, w 1998, przekazano zarząd seminarium w ręce księży diecezjalnych (do tej pory prowadzone było przez Zgromadzenie Księży Misjonarzy św. Wincentego à Paulo) oraz gruntownie odnowiono i zmodernizowano budynki.
Podczas pobytów w Gdańsku, w czerwcu 1987 i w czerwcu 1999, Jan Paweł II mieszkał na terenie seminarium w specjalnie przygotowanym apartamencie. Od kwietnia 2004 seminarium jest afiliowane do wydziału teologicznego Uniwersytetu Kardynała Stefana Wyszyńskiego w Warszawie (w latach 1973–1994 – do Papieskiego Wydziału Teologicznego w Poznaniu, a od 1994 do Akademii Teologii Katolickiej w Warszawie).

## Rektorzy seminarium
- ks. Antoni Baciński CM (1957–1967)
- ks. Teofil Hermann CM (1967–1971)
- ks. dr Tadeusz Gocłowski CM (1971–1973)
- ks. Władysław Bomba CM (1973–1982)
- ks. dr Tadeusz Gocłowski CM (1982–1983)
- ks. Jan Telus CM (1983–1984)
- ks. Józef Kapuściak CM (1984–1990)
- ks. Jan Telus CM (1990–1994)
- ks. Stanisław Wypych CM (1994–1998)
- ks. dr hab., prof. UKSW Jacek Bramorski (1998–2009)
- ks. dr hab., prof. UG  Grzegorz Szamocki[3] (2009–2017)
- ks. dr Krzysztof Kinowski (2017–2022)
- ks. kan. dr Krzysztof Szerszeń (od 2022)[4][5]